# Южнопортовый район
Южнопорто́вый райо́н — район в Москве, которому соответствует внутригородское муниципальное образование муниципальный округ Южнопортовый. Расположен в Юго-Восточном административном округе.
Площадь района — 453 га. Население — 73 112 чел. (2024).

## Происхождение названия
Название происходит от Южного речного порта, который располагается на территории соседнего района Печатники, а также Южнопортовой улицы, которая проходит по границе района.

## Население
| 2002    | 2010    | 2012    | 2013    | 2014    | 2015    | 2016    |
| ------- | ------- | ------- | ------- | ------- | ------- | ------- |
| 60 056  | ↗71 747 | ↗72 284 | ↗72 489 | ↗72 951 | ↗73 178 | ↗73 954 |
| 2017    | 2018    | 2019    | 2020    | 2021    | 2023    | 2024    |
| ↗74 097 | ↗74 376 | ↗74 729 | ↗74 841 | ↘72 026 | ↗72 414 | ↗73 112 |

### Национальный состав
По итогам переписи населения 2020 года проживали следующие национальности (национальности менее 0,1 % и другое, см. в сноске к строке «Другие»):
| Национальность | Численность, чел. | Доля     |
| -------------- | ----------------- | -------- |
| Русские        | 46 252            | 64,22 %  |
| Армяне         | 544               | 0,76 %   |
| Татары         | 349               | 0,48 %   |
| Узбеки         | 215               | 0,30 %   |
| Азербайджанцы  | 201               | 0,28 %   |
| Грузины        | 182               | 0,25 %   |
| Украинцы       | 174               | 0,24 %   |
| Таджики        | 89                | 0,12 %   |
| Киргизы        | 88                | 0,12 %   |
| Евреи          | 87                | 0,12 %   |
| Казахи         | 77                | 0,11 %   |
| Другие         | 23 768            | 33,00 %  |
| Итого          | 72 026            | 100,00 % |

## Территория и границы
Район граничит с Таганским районом Центрального административного округа на севере, с Даниловским районом Южного административного округа — на западе, и с Нагатинским затоном ЮАО — на юге, с районами Печатники и Нижегородский — на востоке.

## Транспорт
На территории района находится 6 станций метро и МЦК, ещё несколько в прилегающих районах. По территории района проходит множество маршрутов общественного транспорта. Для автомобилистов существует удобные выезды на Третье транспортное кольцо и Проспект Андропова.
Общественный транспорт
Метро:
«Дубровка», Дубровка (МЦК) «Кожуховская», «Волгоградский проспект», «Крестьянская Застава» и «Пролетарская».
Автобусы:
- 888 (Нагатинский затон — 3-й Кожуховский проезд — Нагатинский затон)
- е80 (Загорье — Метро Марксистская- Загорье)
- н13 (6-й микрорайон Загорья, Метро Китай-город)
- 766 (МЦК ЗИЛ — Метро Стахановская)
- 944 (Метро Профсоюзная — Метро Кожуховская)
- 736 (Курьяновский терминал — Улица Трофимова — Курьяновский терминал)
- т27 (Ветеринарная академия — Переулок МаяковскогоВетеринарная академия)
- т38 (Метро Кожуховская — Ветеринарная академия)
- с799 (Серпуховский Вал — 138-й квартал Выхина)
- с835 (Метро Кожуховская — Арбатецкая улица — Метро Кожуховская)
- с856 (Нагатинский затон — Швивая горка — Нагатинский затон)
- с790 (МЦК ЗИЛ — Саратовская улица)
- м79 (МЦК Дубровка — 6-й микрорайон Жулебина)
- 984 (3-й Павелецкий проезд — Динамовская улица)

## Инфраструктура
В Южнопортовом районе располагались Московский шинный завод и 1-й Государственный подшипниковый завод. КЖБИ 5 и 7, ныне переведённый на территорию Московской области. В Южнопортовом районе находятся хлебокомбинат «Пролетарец», корпорация Комета-предприятие ВПК.
В районе действуют 5 поликлиник (в том числе 1 стоматологическая и 2 детские), 12 школ, 13 детских дошкольных учреждений.
В районе работает крупный ТЦ «Мозаика»; ТЦ «Дубровка».

## Достопримечательности
- Монумент «Вечная Слава работникам 1-го ГПЗ, погибшим в Великой Отечественной войне» (рядом с 3-м выходом станции метро «Дубровка»).
- Храм в честь святых равноапостольных Мефодия и Кирилла, учителей Словенских на Дубровке (ул. Мельникова, 7). Построен в 2013 г.
- Храм Святого благоверного князя Александра Невского в Кожухове (ул. Трофимова, 14). Построен в 2007 г.
- Театральный центр на Дубровке (бывший дворец культуры ГПЗ-1) (ул. Мельникова, 7с1) и его кинозал (ул. Мельникова, 7с2). Построены в 1974 г. Здание печально известно произошедшим в октябре 2002 года террористическим актом. На здании имеется мемориальная доска с именами погибших, а на терриории перед ним — памятник Жертвам терроризма.
- Кожуховская бухта — бухта в Кожуховском затоне реки Москвы, известная нахождением на её территории множества списанных судов. Кроме того, в бухте расположены два заброшенных строения — водозаборная станция (2-й Южнопортовый проезд, 8/5) и водонапорная башня (2-й Южнопортовый проезд, 8/5с2), построенные в 1929 г.
- На одном из газонов в сквере имени В. Трофимова находится старинная водяная колонка, вросшая в дерево. Предположительно, единственная сохранившаяся в Москве до наших дней[21]

## Парки и скверы
В Южнопортовом районе нет крупных зелёных зон. Тем не менее, здесь располагается один народный парк «Богатырский» и несколько скверов.
Парк «Богатырский» — благоустроенная территория вдоль набережной Кожуховского Затона (в районе улицы Трофимова). Народный парк появился в 2019 году в рамках создания комфортной городской среды «Мой район». Благоустройство проводили с учётом пожеланий местных жителей. Концепцию пространства представила компания «Архком» (проектировщик — ООО «Теплоснабинжиниринг»). Парк представляет собой променад у воды и несколько досуговых площадок, расположенных ярусом выше, у жилого массива. Парк располагает детской и спортивной площадками, местами для тихого отдыха. Особенностью являются ростовые фигуры древнерусских богатырей.
Сквер им. В. Трофимова — благоустроенная территория по улице Трофимова, расположенная напротив кинотеатра «Свобода» (ул. Трофимова, д. 17). Был обустроен по просьбе жителей района и считается «народным» парком. Название получил в честь Героя Советского Союза, пехотинца Владимира Трофимова, который до ВОВ жил на улице Трофимова (тогда улица называлась 3-й Кожуховской). В сквере есть фонтан, игровой городок. В 2019 году здесь был установлен памятник Владимиру Трофимову — бюст на гранитном пьедестале.
Сквер на улице Петра Романова — территория, расположенная напротив библиотеки № 121 (ул. Петра Романова, д. 6). Была благоустроена в 2019 в рамках реализации программы мэра Москвы Сергея Собянина «Мой район». Достопримечательностью сквера является фонтан, украшенный скульптурой персонажа повести Памэлы Трэверс «Мэри Поппинс».
Сквер у метро «Дубровка» — территория площадью около 3,4 Га, протянувшаяся вдоль Шарикоподшипниковской улицы (напротив ТК «Дубровка»). Какое-то время был транзитной зоной до станции метро «Дубровка». Был благоустроен в 2017 году, после чего здесь появилась удобная прогулочная инфраструктура: лавочки для отдыха, детская площадка, воркаут, сцена для массовых мероприятий. Украшением сквера является светомузыкальный фонтан.
Сквер на улице Симоновский Вал — городской сквер, располагающийся напротив дома № 9 по улице Симоновский Вал. Был благоустроен в 2019 году в рамках программы «Мой район». Достопримечательностью пространства стал сухой фонтан, изображающий скульптуру влюбленных под зонтом. С инициативой установки фонтана выступили местные жители. Обновление также затронуло дорожно-тропиночную сеть и МАФы.

## Архитектура
В 1925—1928 годах на территории исторической местности Дубровка была осуществлена комплексная жилая застройка, в ходе которой были возведены 25 пятиэтажных домов для рабочих. Первый блок четырёхэтажных корпусов был построен в 1926—1927 годах между 1-й и 2-й Дубровскими улицами (архитекторы И. Антонов, А. Мостаков, А. Панин). В 1927—1928 годах был построен более крупный комплекс пятиэтажных домов к западу от 1-й Дубровской улицы (архитекторы В. Бибиков, Е. Шервинский, А. Вегман). Архитектурной особенностью дубровского комплекса жилых домов является разнообразное оформление угловых секций домов (скошенные или утопленные в глубину секции с прямоугольными выступами, выступающие секции с треугольными эркерами).